# Santo Barbato
Santo Barbato (Cosenza, 30 marzo 1937 – Trani, 24 giugno 2017) è stato un calciatore e allenatore di calcio italiano, di ruolo attaccante.

## Carriera

### Giocatore
Ha debuttato nel calcio professionistico giocando nel Napoli in Serie A.
Successivamente gioca in Serie B con Lucchese e Trani, e in Serie C col Trapani.

### Allenatore
È chiamato nel 1981 dal presidente del Trani 80 Antonio Gusmai ad allenare la squadra di calcio femminile in Serie B centrando subito l'obiettivo promozione in Serie A.
Al Trani 80 rimane per 5 stagioni ottenendo 2 scudetti e 1 Coppa Italia. Nella stagione 1985-1986 diventa l'allenatore dell'O.P. Don Uva di Bisceglie in Prima Categoria pugliese.
Tornò al Despar Trani 80 nella stagione 1986-1987 ottenendo il 2º posto in classifica ad un solo punto dalla Lazio.
Lasciato il Trani 80 ha continuato ad allenare a Bisceglie il Gruppo Sportivo Fidens portandolo dalla Prima Categoria in Promozione alla fine della stagione 1993-1994.

## Palmarès

### Allenatore

#### Competizioni nazionali
- Campionato italiano: 2

Trani 80: 1984, 1985
- Serie B (calcio femminile): 1

Trani 80: 1981
- Coppa Italia (calcio femminile): 1

Trani 80: 1982

#### Competizioni regionali
- Prima Categoria: 1

Gruppo Sportivo Fidens: 1993-1994